# Castelu
Castelu là một xã ở hạt Constanţa, România.
Xã này có 2 làng:
- Castelu (tên lịch sử: Chiostel, tiếng Thổ Nhĩ Kỳ: Köstel)
- Nisipari (tên lịch sử: Caratai, tiếng Thổ Nhĩ Kỳ: Karatay)